# میلارد درکسلر
میلارد "میکی" اس درکسلر (به انگلیسی: Millard Drexler) (تولد: ۱۷ اوت ۱۹۴۴) عضو هیئت مدیره شرکت اپل است. درکسلر همچنین عضو هیئت مدیره و مدیرعامل جی. کرو است و در گذشته مدیرعامل شرکت گپ بود.